# Antwerp Port Epic 2018
La 1.ª edición de la clásica ciclista Antwerp Port Epic fue una carrera en Bélgica que se celebró el 2 de septiembre de 2018 sobre un recorrido de 206,6 kilómetros con inicio y final en el municipio de Amberes.
La carrera fue parte del UCI Europe Tour 2018, dentro de la categoría 1.1
La carrera fue ganada por el corredor belga Guillaume Van Keirsbulck del equipo Wanty-Groupe Gobert, en segundo lugar Aksel Nõmmela (BEAT Cycling Club) y en tercer lugar Taco van der Hoorn (Roompot-Nederlandse Loterij).

## Equipos participantes
Tomaron parte en la carrera 21 equipos: 8 de categoría Profesional Continental; y 13 de categoría Continental. Formando así un pelotón de 120 ciclistas de los que acabaron 43. Los equipos participantes fueron:
| Equipos continentales profesionales (8)- Roompot-Nederlandse Loterij - Sport Vlaanderen-Baloise - Vérandas Willems-Crelan - Wanty-Groupe Gobert - WB-Aqua Protect-Veranclassic - CCC Sprandi Polkowice - Israel Cycling Academy - Fortuneo-Samsic Equipos continentales (13)- Lviv - AGO-Aqua Service - BEAT Cycling Club - Cibel-Cebon - Delta Cycling Rotterdam - Development Team Sunweb - Marlux-Bingoal - Pauwels sauzen-Vastgoedservice Continental Team - Sovac-Natura4Ever - Tarteletto-Isorex - Differdange-Losch - Telenet-Fidea Lions - Vlasman Track/Road Continental |
| |

## Clasificación final
- Las clasificaciones finalizaron de la siguiente forma:[4]

| \| Clasificación general \| Clasificación general \| Clasificación general \| Clasificación general \| Clasificación general \| \| Ciclista \| Ciclista \| Equipo \| Tiempo \| \| \| --------------------- \| ------------------------ \| --------------------------- \| --------------------- \| --------------------- \| \| 1.º \| Guillaume Van Keirsbulck \| Wanty-Groupe Gobert \| 4 h 55 min 23 s \| \| \| 2.º \| Aksel Nõmmela \| BEAT Cycling Club \| + 1 min 37 s \| \| \| 3.º \| Taco van der Hoorn \| Roompot-Nederlandse Loterij \| + 1 min 37 s \| \| \| 4.º \| Wesley Kreder \| Wanty-Groupe Gobert \| + 1 min 37 s \| \| \| 5.º \| Jan-Willem van Schip \| Roompot-Nederlandse Loterij \| + 1 min 37 s \| \| \| 6.º \| Sjoerd van Ginneken \| Roompot-Nederlandse Loterij \| + 1 min 37 s \| \| \| 7.º \| Piotr Havik \| BEAT Cycling Club \| + 1 min 47 s \| \| \| 8.º \| Wout van Aert \| Verandas Willems-Crelan \| + 2 min 17 s \| \| \| 9.º \| Joris Nieuwenhuis \| Development Team Sunweb \| + 3 min 57 s \| \| \| 10.º \| Jeroen Meijers \| Roompot-Nederlandse Loterij \| + 4 min 20 s \| \| |                          |                             |                 |
| |                          |                             |                 |
| Fuente: ProCyclingStats |                          |                             |                 |
| Clasificación general |                          |                             |                 |
| Ciclista | Ciclista                 | Equipo                      | Tiempo          |
| 1.º | Guillaume Van Keirsbulck | Wanty-Groupe Gobert         | 4 h 55 min 23 s |
| 2.º | Aksel Nõmmela            | BEAT Cycling Club           | + 1 min 37 s    |
| 3.º | Taco van der Hoorn       | Roompot-Nederlandse Loterij | + 1 min 37 s    |
| 4.º | Wesley Kreder            | Wanty-Groupe Gobert         | + 1 min 37 s    |
| 5.º | Jan-Willem van Schip     | Roompot-Nederlandse Loterij | + 1 min 37 s    |
| 6.º | Sjoerd van Ginneken      | Roompot-Nederlandse Loterij | + 1 min 37 s    |
| 7.º | Piotr Havik              | BEAT Cycling Club           | + 1 min 47 s    |
| 8.º | Wout van Aert            | Verandas Willems-Crelan     | + 2 min 17 s    |
| 9.º | Joris Nieuwenhuis        | Development Team Sunweb     | + 3 min 57 s    |
| 10.º | Jeroen Meijers           | Roompot-Nederlandse Loterij | + 4 min 20 s    |

## UCI World Ranking
La Antwerp Port Epic otorga puntos para el UCI Europe Tour 2018 y el UCI World Ranking, este último para corredores de los equipos en las categorías UCI WorldTeam, Profesional Continental y Equipos Continentales. Las siguientes tablas muestran el baremo de puntuación y los 10 corredores que obtuvieron más puntos:
| Posición              | 1.º | 2.º | 3.º | 4.º | 5.º | 6.º | 7.º | 8.º | 9.º | 10.º | 11.º | 12.º | 13.º-15.º | 16.º-25.º |
| Clasificación general | 125 | 85  | 70  | 60  | 50  | 40  | 35  | 30  | 25  | 20   | 15   | 10   | 5         | 3         |

| 1.º  | Guillaume Van Keirsbulck | Wanty-Groupe Gobert         | 125 |
| 2.º  | Aksel Nõmmela            | BEAT Cycling Club           | 85  |
| 3.º  | Taco van der Hoorn       | Roompot-Nederlandse Loterij | 70  |
| 4.º  | Wesley Kreder            | Wanty-Groupe Gobert         | 60  |
| 5.º  | Jan-Willem van Schip     | Roompot-Nederlandse Loterij | 50  |
| 6.º  | Sjoerd van Ginneken      | Roompot-Nederlandse Loterij | 40  |
| 7.º  | Piotr Havik              | BEAT Cycling Club           | 35  |
| 8.º  | Wout van Aert            | Vérandas Willems-Crelan     | 30  |
| 9.º  | Joris Nieuwenhuis        | Sunweb Development          | 25  |
| 10.º | Jeroen Meijers           | Roompot-Nederlandse Loterij | 20  |